# Nieuwspaal
Nieuwspaal (etwa: Nachrichtenstapel) ist ein satirisches Nachrichtenportal in den Niederlanden und wurde 2015 gegründet. Es werden im Abstand von etwa ein bis drei Tagen neue Artikel veröffentlicht. Durch die seriöse Aufmachung im Stile echter Nachrichten kommt es bei Lesern, welche den Charakter dieser Website nicht kennen, gelegentlich zu Irritationen.
Ein beliebtes Ziel des Spotts ist die ländliche Gemeinde Meppel in der Provinz Drenthe.
Der Reporter Mark Baander befand sich zu Ende März 2021 für die niederländische Rundfunkgesellschaft PowNed vor der Sionkerk (Sionskirche) auf Urk. Die calvinistisch geprägten Einwohner der ehemaligen Insel galten seinerzeit als erbittertste Gegner der staatlichen Auflagen zur Eindämmung der Corona-Pandemie und hatten die mit Abstand niedrigste Impfquote des Landes. Und so blieben trotz behördlicher Schließungsanordnung hier auch die Kirchen geöffnet. Als Baander die Kirchgänger interviewen wollte, wurde er körperlich angegriffen und von einem Autofahrer (leicht) angefahren.
Nieuwspaal veröffentlicht daraufhin einen satirischen Artikel, in diesem Jesus drohen ließ, das Osterfest zu boykottieren. Auf diese Veröffentlichung hin gingen 15 Gewaltdrohungen via des Messengerdienstes Whatsapp bei der Redaktion ein, woraufhin das Portal beschloss den Artikel von der Website zu nehmen.